# Ludmila Možná
Ludmila Možná (19. července 1880 Drysice – ?) byla moravská pedagožka a spisovatelka.

## Životopis
Rodiče Ludmily byli František Možný, domkař v Drysicích a Marie rozená Špičáková.
Ludmila Možná byla ustanovena 23. 3. 1906 učitelkou ručních prací na obecných školách v Hošticích a Topolanech. 7. 4. 1913 byla přidělena jako definitivní industriální učitelka obecným školám v Moravských Prusích a Vážanech. Psala odborné články do Učitelského věstníku, Sokolského věstníku. Pracovala v lidovýchově župy Milíčovy, v Červeném kříži a v učitelském spolku. Bydlela v Nesovicích.

## Dílo

### Spis
- Osnovy pro ženské ruční práce, 1930[1]